# 新西伯利亞群島

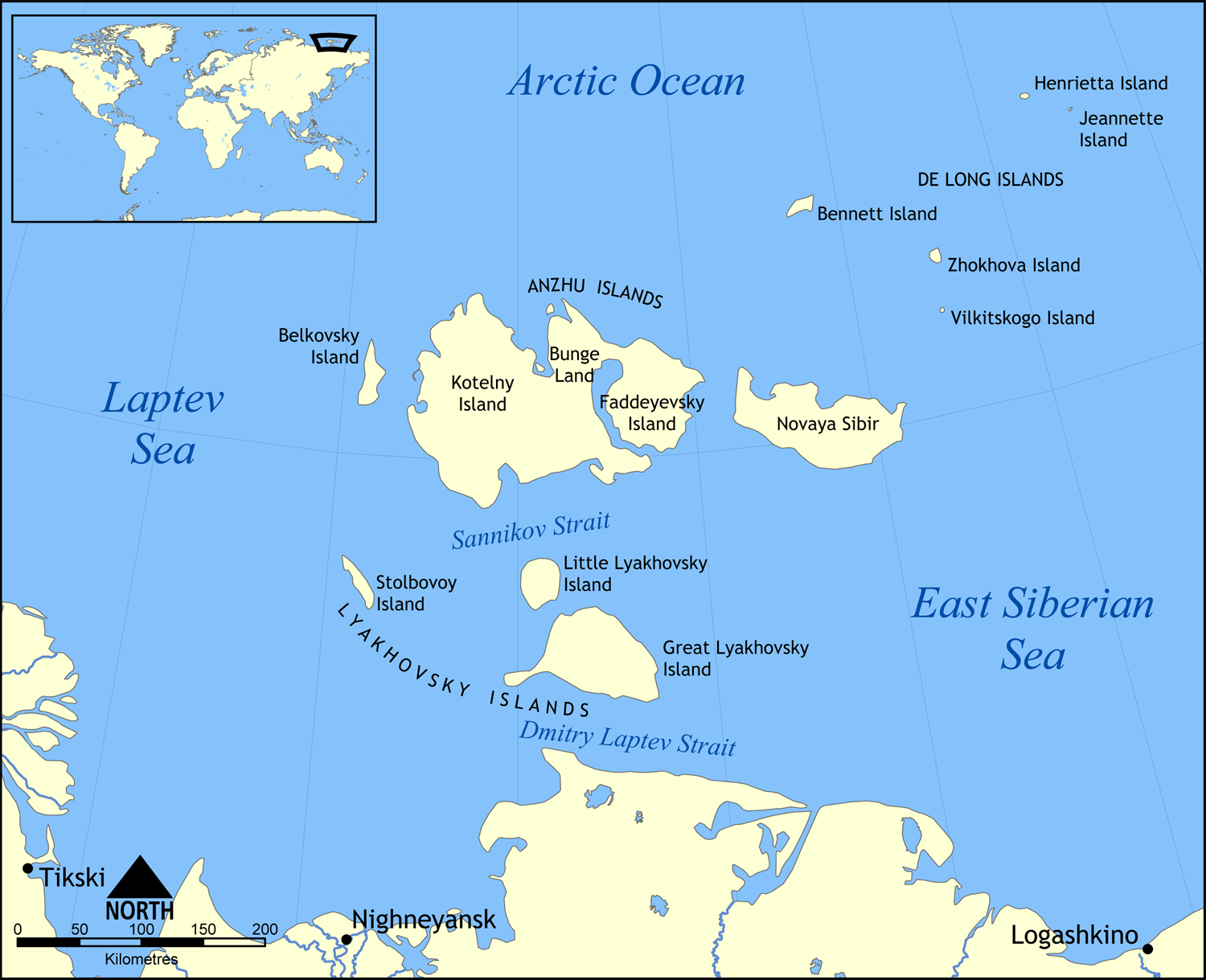
新西伯利亞群島

75°16′N 145°15′E / 75.267°N 145.250°E
新西伯利亞群島（俄语：Новосибирские острова），是俄罗斯的一个群岛，介于拉普捷夫海和东西伯利亚海之间，由安茹群岛、利亚霍夫及德隆加3组岛屿组成。其中以科捷尔内、新西伯利亚、大利亚霍夫3岛面积较大，总面积约2.9万平方公里，最高点海拔374米，属萨哈共和国管辖。